# Сурменев, Владимир Георгиевич
 Владимир Георгиевич Сурменев  (5 марта 1865, Смоленская губерния — 12 января 1906, Владивосток) — командир 1-го батальона 29-го Восточно-Сибирского стрелкового полка, комендант Владивостока. Был убит во время восстания во Владивостоке.

## Биография
Родился 5 марта 1865 года в Смоленской губернии.
Окончил Полоцкий кадетский корпус и 2-е Константиновское военное училище в 1885 году, был выпущен подпоручиком в
лейб-гвардии Финляндский полк.
В 1894 году окончил курс в Николаевской академии Генерального штаба и принял в полку заведование охотничьей командой.
Когда началась русско-японская война, Сурменев был капитаном и командиром 12-й роты полка. В чине подполковника перевёлся в 29-й Восточно-Сибирский полк. 1 марта 1904 года назначен командиром 1-го батальона, который находился во Владивостоке. Военные действия развернулись вдали от Владивостока, поэтому ему не пришлось участвовать в боевых действиях.
В начале 1905 года сформировал военно-врачебные учреждения во Владивостоке, а 2 января 1906 года получил назначение на должность комендантского штаб-офицера и исполняющего обязанности коменданта Владивостока, но этот пост Сурменев занимал всего 10 дней.
Беспорядки начались во Владивостоке в октябре 1905 года и достигли апогея в январе 1906 года. На митинге 10 января были заявлены требования об освобождении политических преступников из нижних чинов и разрешении на проведение митингов. К коменданту крепости Селиванову были посланы депутаты, но он их не принял. Митингующие под руководством Людмилы Александровны Волкенштейн повалили толпой к квартире коменданта, но были встречены пулемётным огнём и разбежались.
Весь день 10 января Сурменев провёл на крепостной гауптвахте, куда ожидали прихода мятежников для освобождения арестованных там политических преступников и главных агитаторов. На следующий день 11 января к гауптвахте собралась толпа и стала требовать от подполковника Сурменева освобождения арестантов. Караул гауптвахты, состоявший из чинов 32-го полка, склонялся на сторону бунтовщиков.
Сурменев попытался уговорить мятежников, но толпа кричала и наступала, тогда он вытащил револьвер и крикнул: «Вы проберетесь только через мой труп!». Раздались выстрелы, и Сурменев был сражён двумя пулями в живот. Толпа ворвалась и освободила арестантов. Отнесённый в крепостной госпиталь Сурменев в страшных мучениях скончался на следующий день. 18 января 1906 года состоялось отпевание в Кафедральном соборе, а погребение состоялось на военном кладбище Владивостока с воинскими почестями, отданными покойному 29-м Восточно-Сибирским стрелковым полком.
Сослуживцы подполковника Сурменева поставили в караульном помещении икону Святого Владимира, под которой была прикреплена мраморная доска с описанием гибели Сурменева. 12 января 1908 года в церкви Финляндского полка была установлена мраморная доска с таким же описанием гибели Сурменева, служившего ранее в Финляндском полку.